# Queimadas (Cabo Verde)
Queimadas es una localidad caboverdiana del municipio de Ribeira Brava.

## Geografía
La localidad está situada en la isla de São Nicolau.

## Organización territorial
La localidad abarca los lugares y barrios de:
- Cerrado
- Lombo
- Lombo Terra Branca
- Maria Santinha
- Moral
- Paula Vicente
- Ribeirinha
- Terra Branca
- Terra Quebrada
- Tras de Lombo
- Tucudo
- Vermelho